# Sculptuur Operationeel Optreden

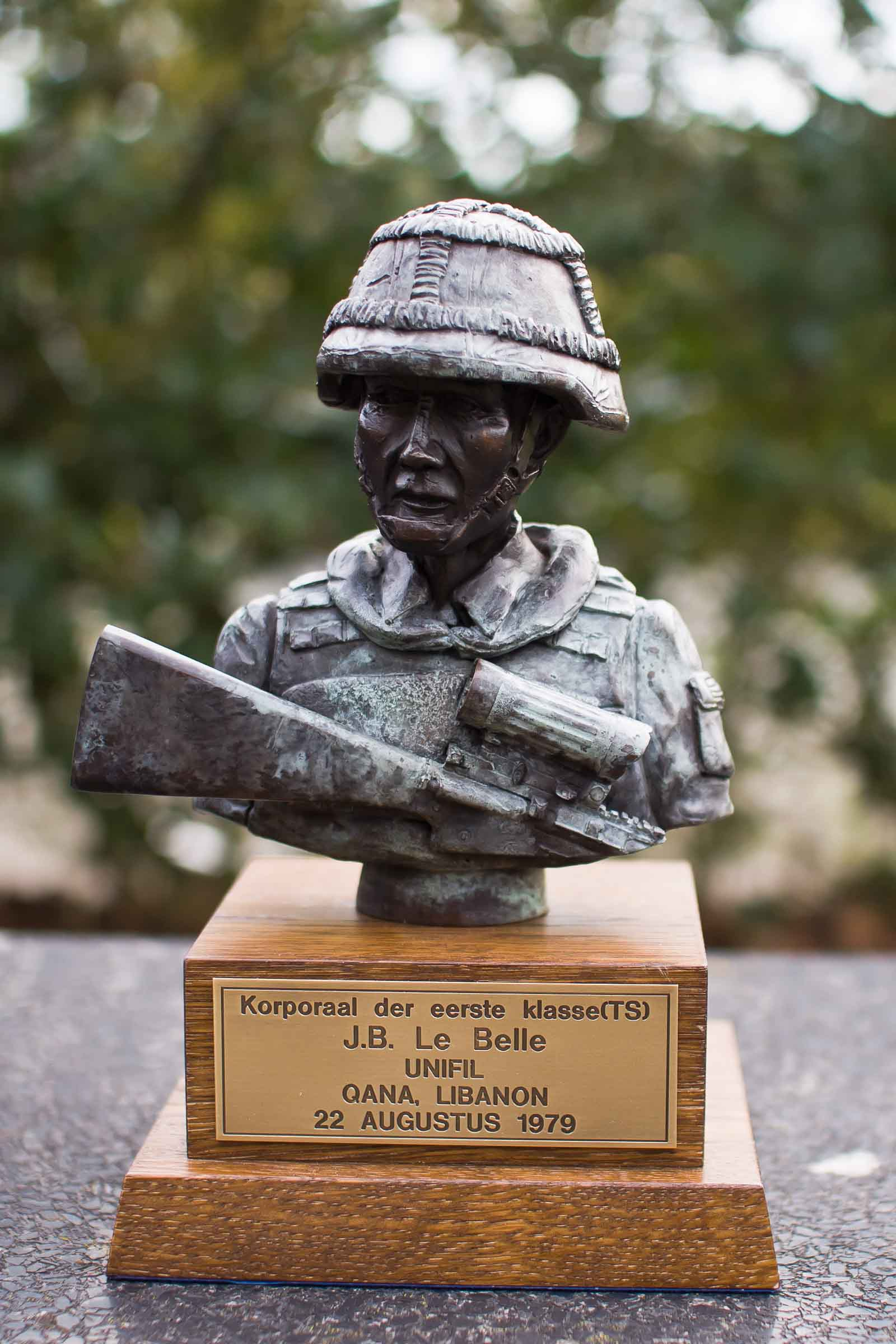
Sculptuur operationeel optreden
(J.B. Le Belle)

De Sculptuur Operationeel Optreden is een interne waarderingsonderscheiding van de Nederlandse Koninklijke Landmacht. Het is de op een na hoogste onderscheiding die door de commandant Landstrijdkrachten verleend kan worden. Hij kan worden toegekend voor bijzonder loffelijk optreden tijdens operationele inzet. Het beeldje is ontworpen door Jeroen Gerlofs. De ontvanger krijgt sinds 2020 tevens het Ereteken voor verdienste in brons toegekend, daarvoor was dat het Zilveren erekoord.
De Sculptuur Operationeel Optreden werd op 21 oktober 2011 voor het eerst uitgereikt, met als opschrift Qana Unifil. 21 Libanonveteranen en de nabestaanden van een overleden veteraan ontvingen de onderscheiding in de Johannes Postkazerne in Havelte uit handen van luitenant-generaal Bertholee. Hiermee sprak hij zijn waardering uit voor hun ‘buitengewone toewijding’ en inzet op 22 augustus 1979 in het dorpje Qana in Libanon. Op die dag bood de eenheid onder vijandelijk vuur hulp aan een VN-bataljon uit Fiji. Daarbij raakten drie Nederlandse UNIFIL-militairen gewond. Ze konden slechts onder zeer moeilijke omstandigheden door de eenheid in veiligheid worden gebracht.
Op 12 december 2015 ontvingen dezelfde personen als allereerste het zogenoemde Zilveren Erekoord.
Op 17 februari 2016 zijn militairen van de Koninklijke Landmacht geëerd voor hun bijzondere inzet in Afghanistan (2007) en Syrië (2013). Op de Kromhoutkazerne in Utrecht kregen zij van Commandant Landstrijdkrachten luitenant-generaal Mart de Kruif de Sculptuur Operationeel Optreden met een Zilveren Erekoord. De 9 hebben zich tijdens operationeel optreden onderscheiden door 'buitengewone toewijding en loffelijk optreden'. Het gaat om 8 militairen die in Afghanistan dienden en 1 in Syrië als VN-waarnemer. "Zij hebben maandenlang gewaakt over de veiligheid van collega’s en bondgenoten", aldus De Kruif. "Ze hebben zich gewaagd in de vuurlinie en op het cruciale moment gehandeld."
Op 4 maart 2016 is de Sculptuur Operationeel Optreden uitgereikt aan Wassilios Athanasiadis. Sgt1 bd Athanasiadis heeft de Sculptuur Operationeel Optreden ontvangen door zijn uitzonderlijke manier van leidinggeven in 2007 in Afghanistan, tijdens een IED-aanval waarbij gewonden vielen. Sgt1 bd Athanasiadis heeft met gevaar voor eigen leven gedaan wat nodig was voor zijn kameraden, zijn collega’s, de bevolking en de Nederlandse missie in Afghanistan.
Maandag 3 oktober 2016 ontving sm Tommy Belle, uit handen van C-LAS, Luitenant-Generaal Beulen zijn Sculptuur Operationeel Optreden, met als opschrift: "ISAF TFE-12 GNCIE. ANAR JUY, TANGI VALLEI, AFGHANISTAN. 22 MEI 2010".De uitreiking vond plaats op de regimentsappelplaats, voor het Geniemonument.
Op 19 december 2019 is de Sculptuur Operationeel Optreden aan 12 (oud)-militairen uitgereikt, onder andere aan Korporaal der eerste klasse (bd) David J. Zwanink.
Op 1 oktober 2020 is de Sculptuur Operationeel Optreden uitgereikt aan luitenant-kolonel Erik Brakert. De overste van 11 Luchtmobiele Brigade (13 Infanterie Bataljon RSPB) ontving hem voor zijn manier van leidinggeven in 2007 in Deh Rawod, tijdens BG-4 van de ISAF-missie in Afghanistan. Onder zware gevechtsomstandigheden en hoge druk heeft hij laten zien een uitzonderlijk leider te zijn. Zijn moedige, toegewijde en veerkrachtige optreden waren een voorbeeld voor de officieren, onderofficieren en manschappen van zijn eenheid.
Op 26 november 2020  is de Sculptuur Operationeel Optreden uitgereikt aan Sergeant der eerste klasse Ronald Huijs. Op 22 mei 2010 voerde de opvolgend pelotonscommandant van de eenheid van Sgt1 Huijs het bevel over de eenheid tijdens een verplaatsing. Tijdens die verplaatsing werd de eenheid van Sgt1 Huijs getroffen door een geïmproviseerd explosief, waarbij zeven gewonden vielen, van wie drie personen het uiteindelijk niet hebben overleefd. Na de aanslag was de OPC niet langer in staat om het bevel te voeren. Zonder daarvoor opdracht te hebben gekregen, heeft Huijs vervolgens op zeer professionele wijze de coördinatie met de andere eenheden op zich genomen en een belangrijke rol gespeeld bij het aansturen van de eenheid na de aanslag. Sgt1 Huijs heeft aangetoond ook onder moeilijke omstandigheden zeer professioneel te werk te gaan. 

## Unifil, Qana, Libanon, 22 augustus 1979
- 2011: weduwe van de overleden eerste luitenant Arie de Bruin
- 2011: Majoor (bd) Robert J. Elfers
- 2011: Kapitein arts (bd) Nico.H.Th. Croon
- 2011: Adjudant Rob de Bokx
- 2011: Sergeant (bd) Nico Bonekamp
- 2011: Korporaal der eerste klasse TS (bd) Louis Le Belle
- 2011: Korporaal der eerste klasse (bd) Bert Lammerts van Bueren
- 2011: Korporaal der eerste klasse (bd) Dick Schipper
- 2011: Korporaal (bd) Cor M. Groot
- 2011: Korporaal (bd) Ed Hagen
- 2011: Korporaal (bd) Sjoerd Rijpma
- 2011: Korporaal (bd)  Derk Wayer
- 2011: Korporaal (bd) Peter N. Weterholt
- 2011: Soldaat der eerste klasse (bd) Jaap-kees Drijver
- 2011: Soldaat der eerste klasse (bd) Peter van Gasteren
- 2011: Soldaat der eerste klasse (bd) Henk Huberts
- 2011: Soldaat (bd) E.J.Bos
- 2011: Soldaat (bd) Jacques Kroes
- 2011: Soldaat (bd) Theo Lippold
- 2011: Soldaat (bd) Tonny Passon
- 2011: Soldaat (bd) Peter Schouten
- 2011: Soldaat (bd) John Spirk
- 2011: nog zoekend

## Afghanistan, 2007-2020
- 2016: Majoor Larry Hamers
- 2016: Kapitein Dennis Schotmeijer
- 2016: Kapitein Nanne Streekstra
- 2016: Kapitein Ivor Wiltenburg

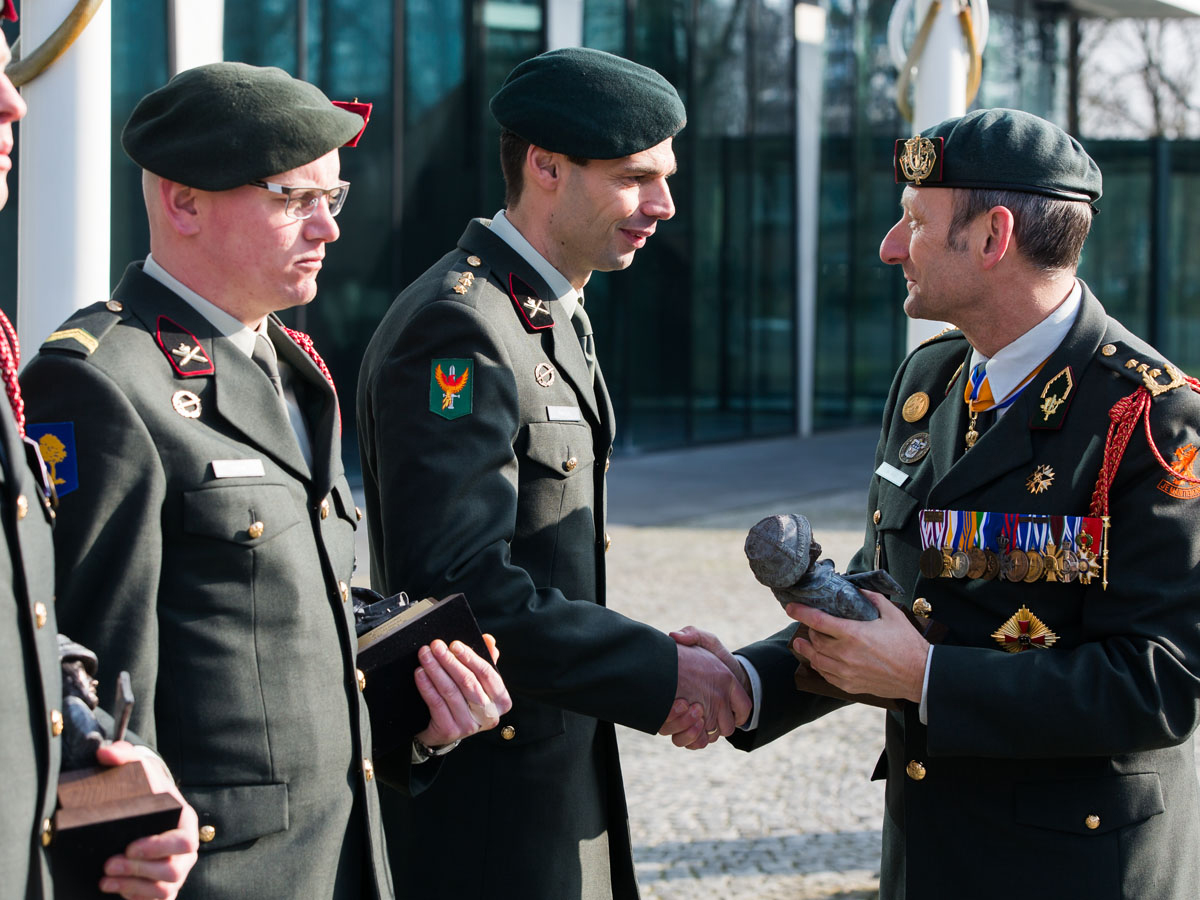
C-LAS Mart de Kruif reikt sculpturen uit voor inzet in Afghanistan (2007) en Syrië (2013).

- 2016: Sergeant Majoor Frank van Zaane
- 2016: Wachtmeester der eerste klasse Steven Kramer
- 2016: Sergeant der eerste klasse (bd) Wassilio Athanasiadis
- 2016: Sergeant (bd) Aarnoud Vogelaar
- 2019: Korporaal der eerste klasse (bd) David j. Zwanink
- 2020: Luitenant-kolonel Erik Brakert
- 2020: Sergeant der eerste klasse Ronald Huijs

## ISAF OMLT III, Chora, Uruzgan, Afghanistan, 19 juni 2007
- 2016: Wachtmeester der eerste klasse Harold Fränkel

## ISAF TFE-12 GNCIE. Anar Juy, Tangi vallei, Afghanistan. 22 mei 2010
- 2016: Sergeant Majoor Tommy Belle

## UNTSO, Jaba Syrië, 01 oktober 2013 - 06 oktober 2013
- 2016: Kapitein Jakob Feenstra

## VN, Zuid Soedan, 08 JULI 2016 - 11 JULI 2016
- 2019: Luitenant-kolonel Eric Pouw
- 2020: Majoor Mohamed Maouli

## ISTAR TFE-5 eenheid 69.Tarin Kowt, Uruzgan, Afgahnistan, januari 2008 - april 2008
- 2025: Wachtmeester der eerste klasse David Kroese